# Madrasa Cher-Dor
La madrasa Cher-Dor o Sher-Dor (che significa che porta dei leoni). È una madrasa di Samarcanda in Uzbekistan. Si affaccia sulla piazza Registan ed è elencata come patrimonio mondiale dell'UNESCO dal 2001, con altri monumenti di Samarcanda. Esso costituisce un notevole complesso architettonico assieme alla Madrasa Ulugh Beg e la madrasa Tilla Kari che si trovano nelle vicinanze.

## Storia

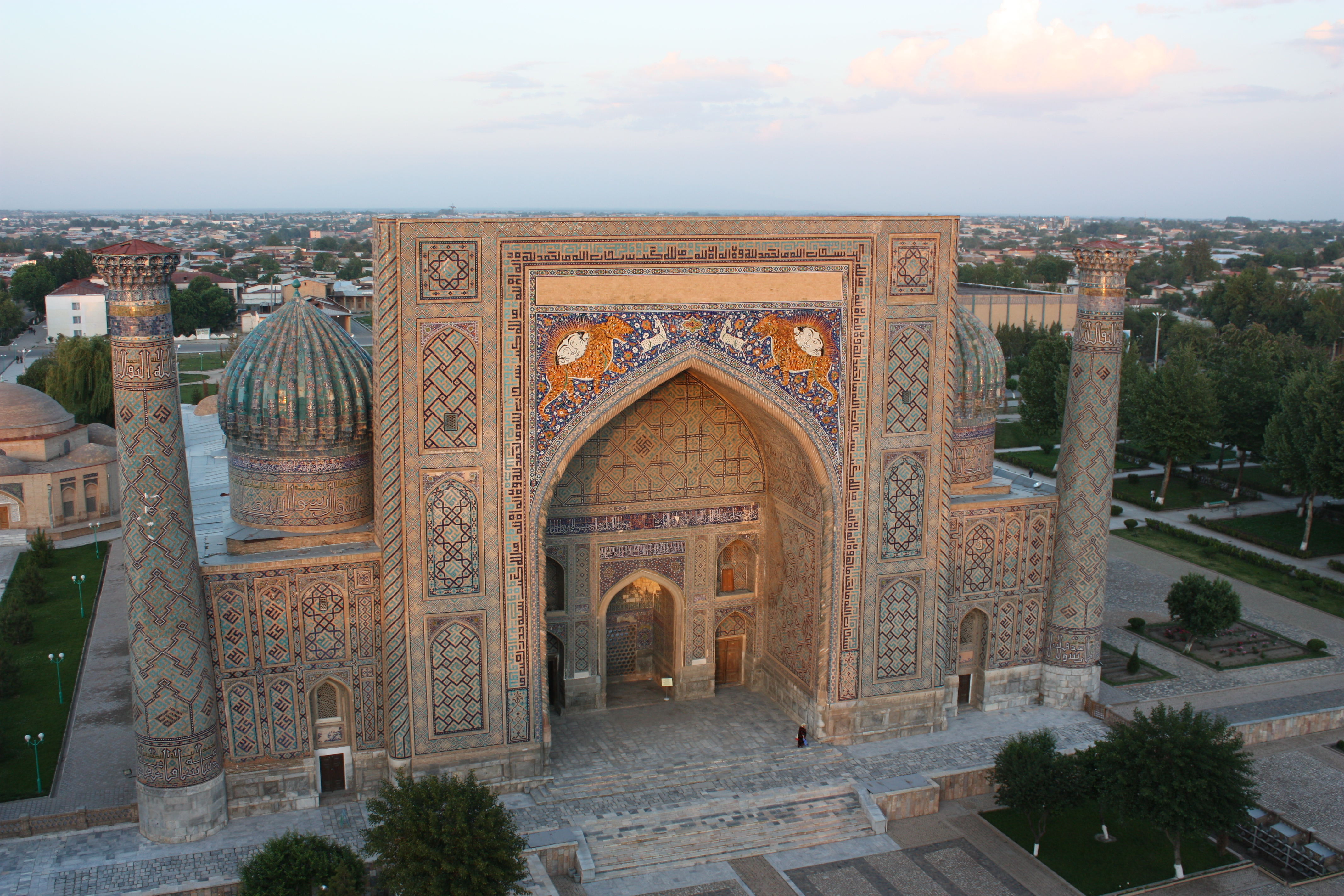
Facciata della madrasa, con ogni lato della punta dell'Iwan con i suoi enormi leoni.

La madrasa è stata costruita nel 1619-1635/36 su ordine dell'hakim di Samarcanda, Yalangtouch Bahadour (vizir di Kouli Khan), dall'architetto Abdoullah Djabbar. La decorazione è opera del Maestro Muhammad Abbas.
Venne costruita sul lato est della piazza sul sito di un khanqa del secolo XV i cui materiali vennero utilizzati per la sua costruzione, ciò è confermato da scavi archeologici condotti nel 1956 dall'archeologo sovietico S. N. Yourenev. La Madrasa Sher-Dor è costruita in base alla modalità di "koch" assieme alla madrasa Ulugh Beg, secondo certe proporzioni. Il progetto dell'architetto prevedeva infatti che le facciate dei due edifici dovessero essere lo specchio di un'altra. Ma l'autore non ha previsto che duecento anni dopo il completamento della costruzione della madrasa Ulugh Beg, il livello del Registan si fosse sollevato di due metri. Per questa ragione mostra un aspetto più robusto rispetto alla Madrasa Sher-Dor.
Dopo il completamento, la madrasa ricevette il nome del suo architetto, ma questo nome non venne mai adottato dalla popolazione locale. Il suo nome attuale, "Cher-Dor", è dovuto ai mosaici del timpano del portale d'onore. L'arredamento è una scena di caccia con animali fantastici tra cui leoni, tigri e grandi felini sul lato con la testa circondata dai raggi del sole. Questa scena è uno dei simboli di oggi della Repubblica dell'Uzbekistan. La Madrasa Sher-Dor è famosa nel mondo musulmano da circa tre secoli, come scuola coranica di grande reputazione, ma oggi ha solo un'importanza locale, come del resto la madrasa Oulougbeg. Nonostante le dimensioni imponenti, la madrasa infatti ha ospitato a malapena una quarantina di studenti. Possiamo citare tra questi il sufi Sceicco di origine tatara, Chigaboutdine Marjani, filosofo e storico.
La madrasa subì diversi terremoti, tra cui due dei più gravi avvenuti nei primi anni del XIX secolo e alla fine del XIX secolo. L'edificio resistette, ma fu danneggiato assieme al portale principale che venne distorto assieme ai minareti. Nei primi anni del 1920, l'insegnamento coranico viene rimosso dai bolscevichi locali e la proprietà nazionalizzata. I lavori di restauro sono iniziati nel 1924. Le stanze vennero rimosse, gli archi del portale riabilitati, e il mosaico del timpano viene ripristinato, ecc. Gli scavi archeologici vennero condotti nel 1950 seguiti da nuovi restauri. Nel 1960-1962, i minareti sono stati smantellati, e il mosaico sopra il portale principale venne completamente restaurato e consolidato nel 1962, dopo il progetto di un artista N. V. Gorokhov e l'architetto I. A. Freitag.
Le stanze sono occupate oggi da commercianti di souvenir e tappeti.

## Architettura

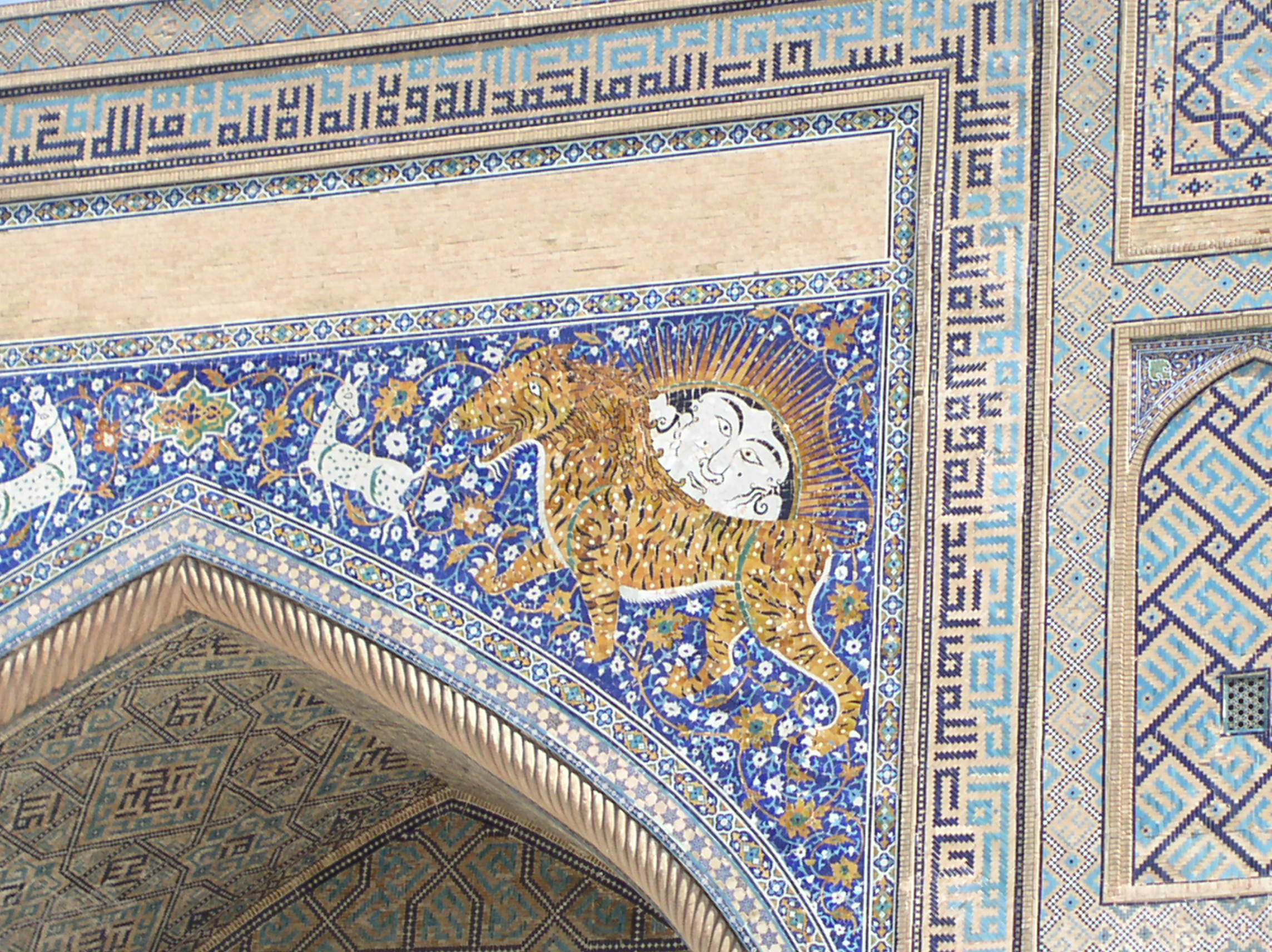
Particolare del portale della madrasa

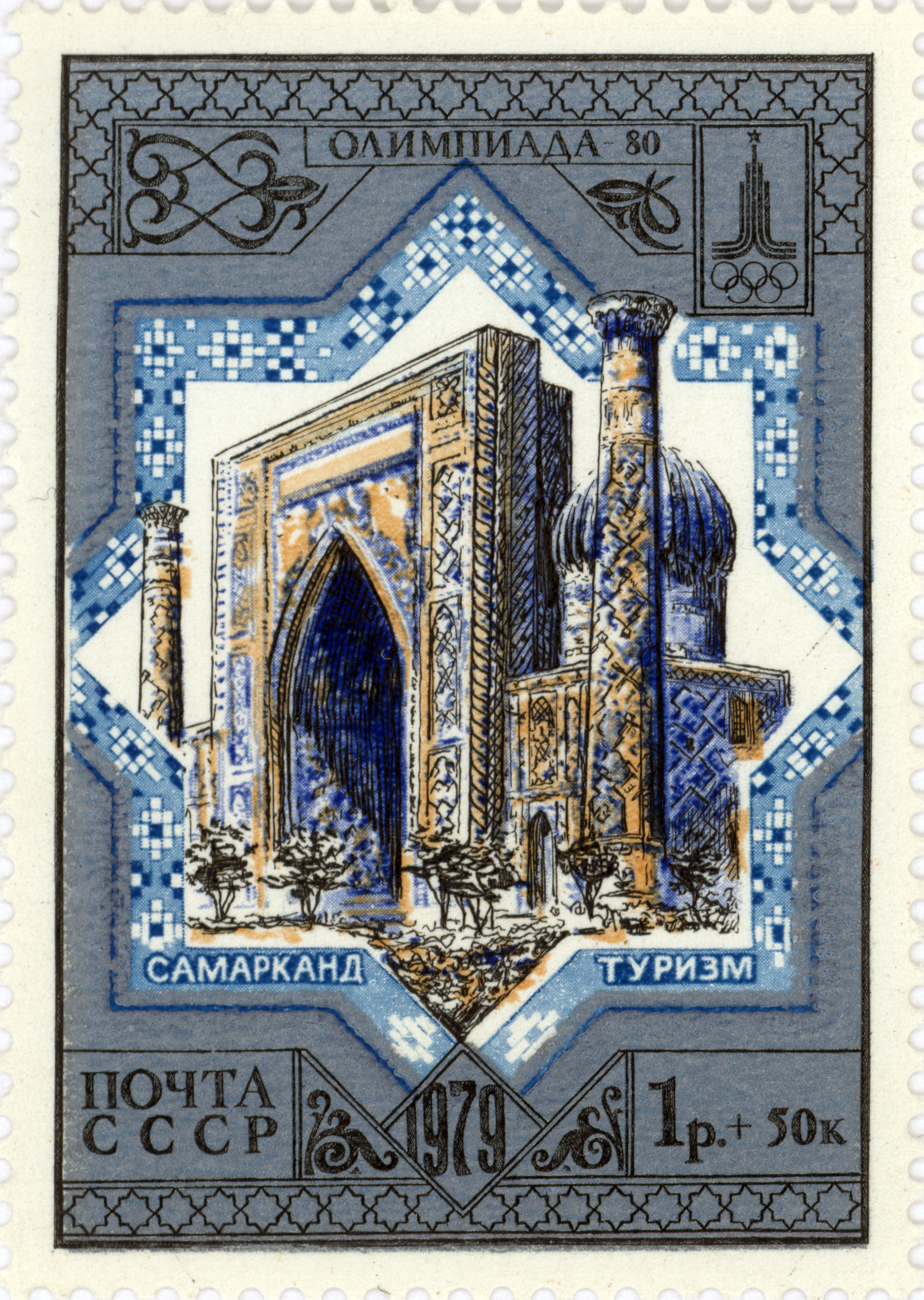
La madrasa rappresentata su un francobollo di epoca sovietica

La Madrasa Cher-Dor è stata costruita secondo la tradizione medievale dell'Asia centrale. Ha una forma rettangolare, su una superficie di 70 metri x 57 metri. La facciata principale è divisa da un imponente cancello (pishtak) con un Iwan ad arco che raggiunge i 31,5 metri. Gli angoli della facciata sono affiancati da minareti con una altezza di 31 metri, coronati da cornici a forma di stalattiti (muqarnas). Su ogni lato del portale, vediamo due cupole scanalate che ricoprono ciascuno sale studio a bulbo.
La decorazione della madrasa utilizza abbondantemente mattoni verniciati e vetri, maioliche e mosaici di tipo kachina. La decorazione degli esterni è dominata da motivi geometrici complessi (a seconda del modello di ornamento girih) progettato per essere visto da lontano. Gli ornamenti dei fregi epigrafici decorano i minareti e le cupole dei tamburi.
Le maioliche del portale principale sono unici e rappresentano un capolavoro di arte islamica. I timpani degli archi delle stanze sono riccamente decorati. I gambi avvolti con boccioli rigogliosi e vi sono disegni di fiori delicati. Il pannello dei mosaici nella nicchia sul lato ovest è notevole: si tratta di mazzi di fiori pieni di sensualità su grandi vasi che simboleggiano l'albero della vita.
La decorazione degli interni è interessante, soprattutto quella della cupola darskhaneh. Le sue pareti e le volte sono decorate secondo la tecnica koundal, con motivi vegetali, mentre i medaglioni della cupola e gli archi sono realizzati con arabeschi complessi.

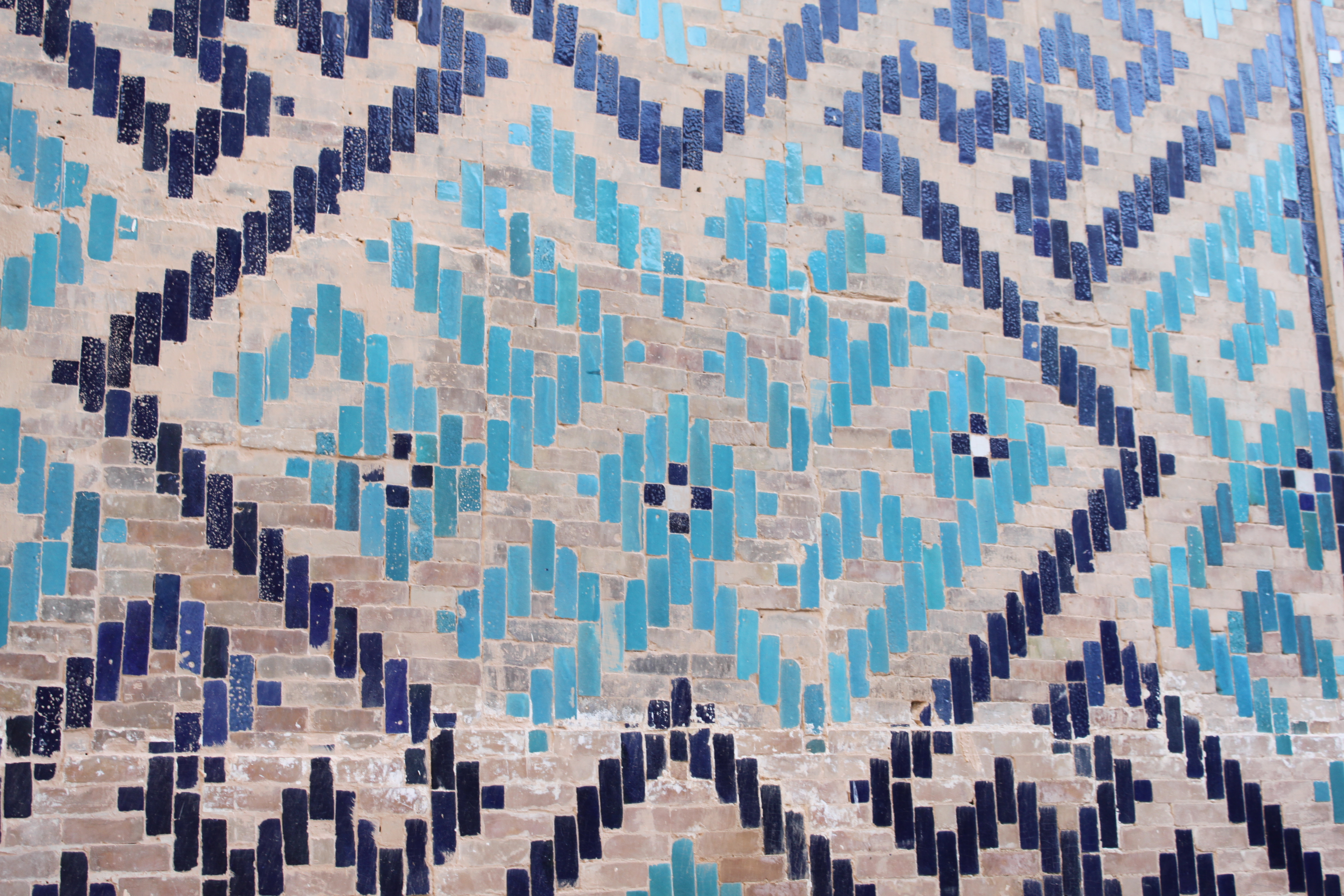
Decoro di fondo di un portico con uno stile bannaï
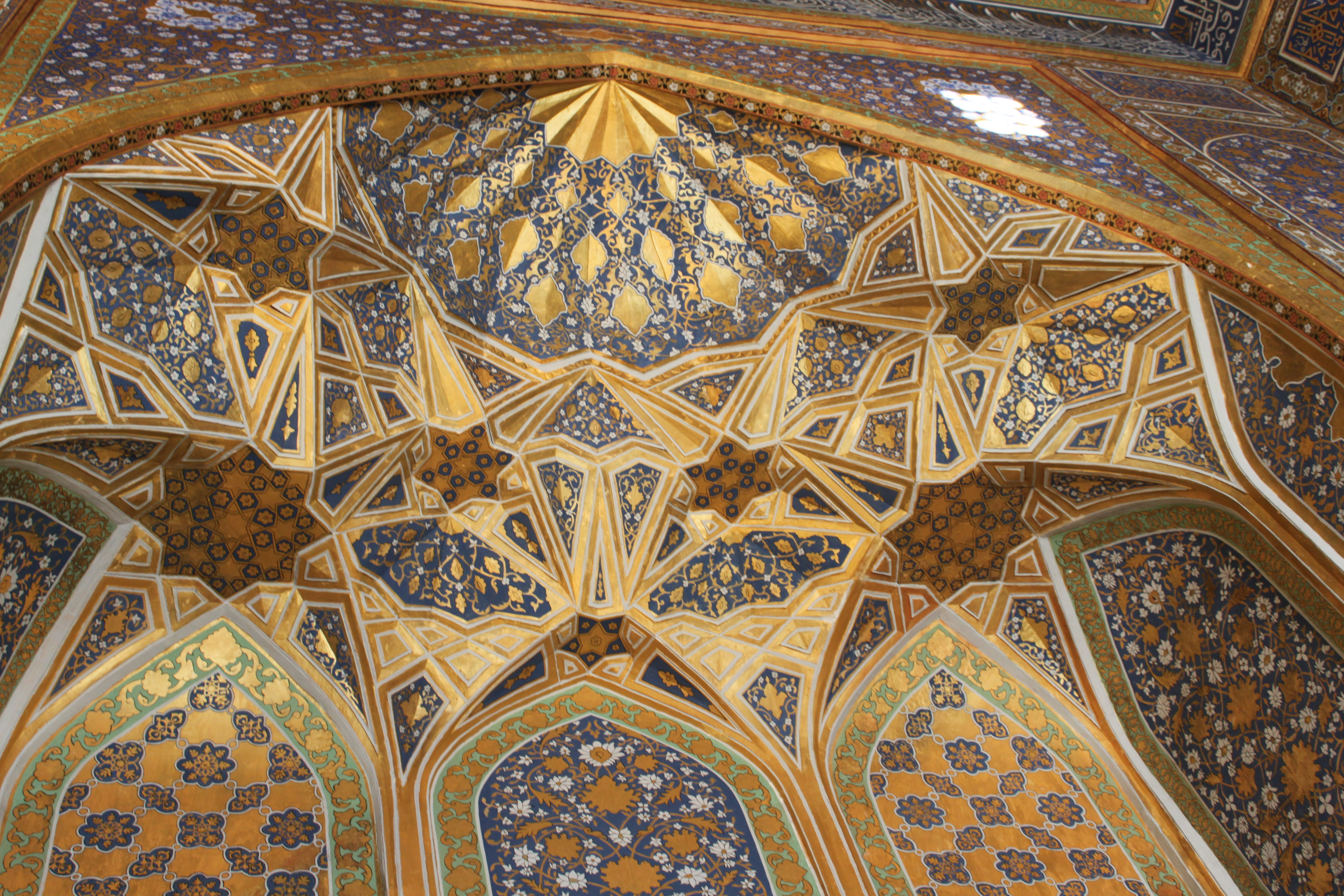
Soffitto di una sala studio
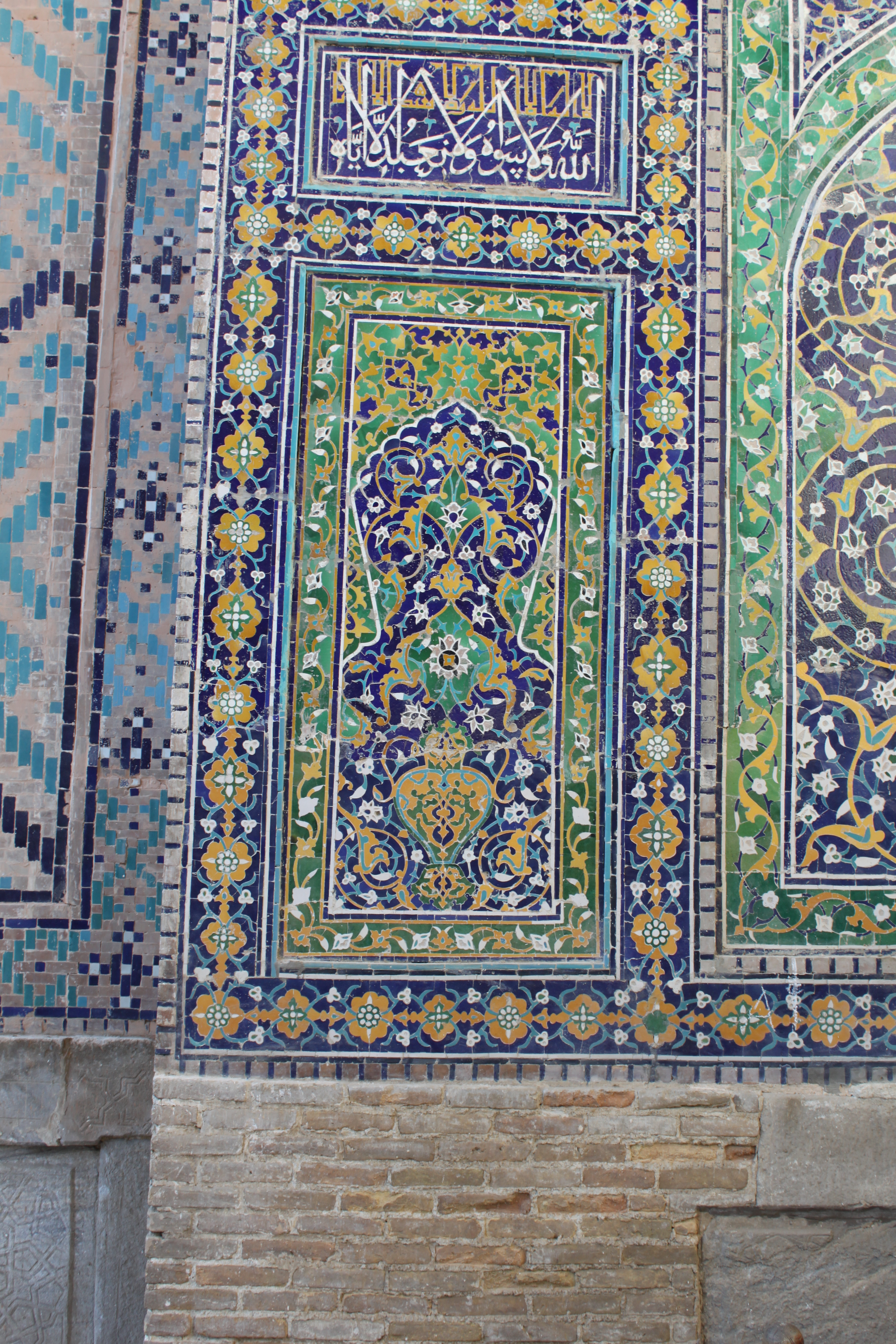
decorazione murale
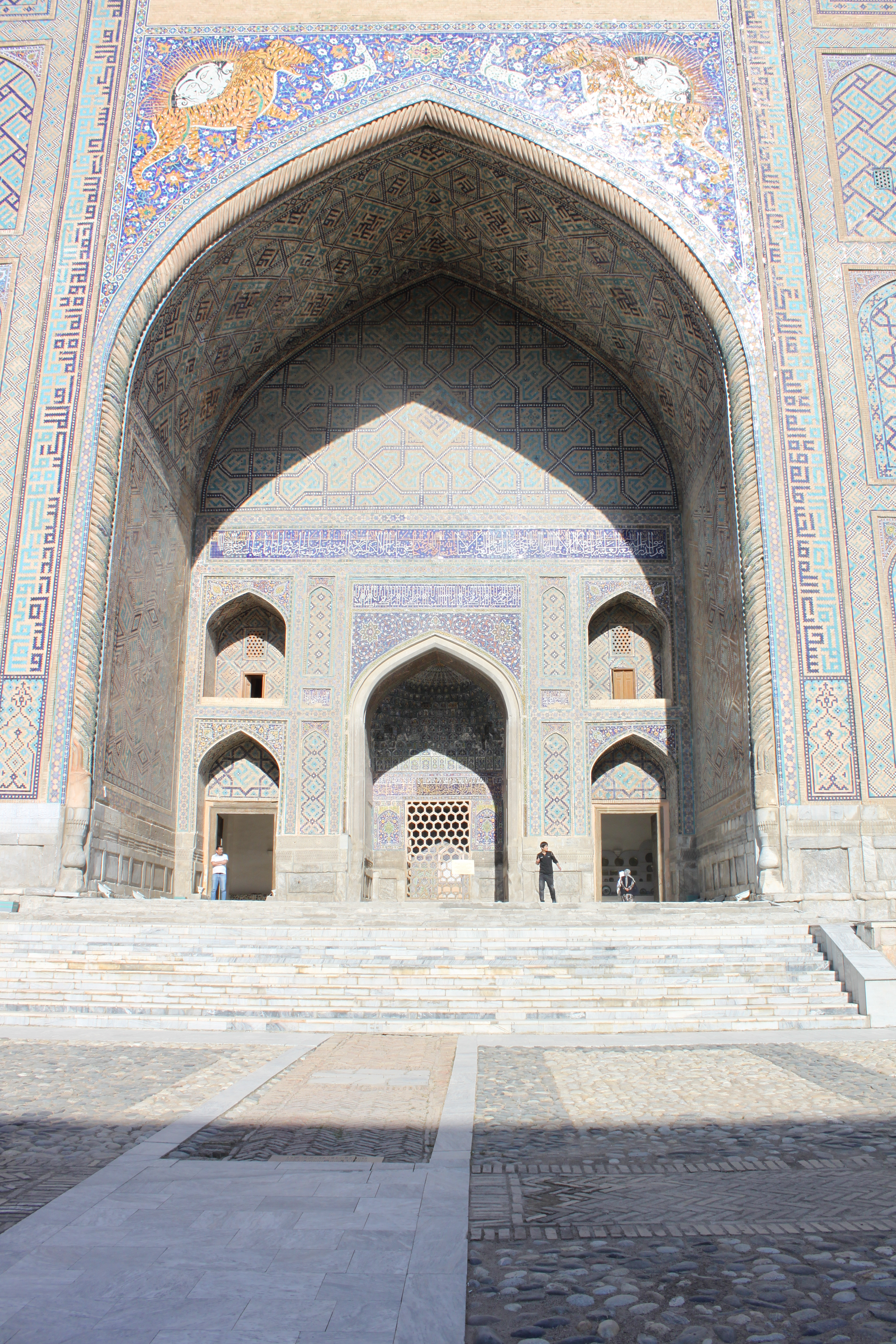
Vista del pishtak

## Note

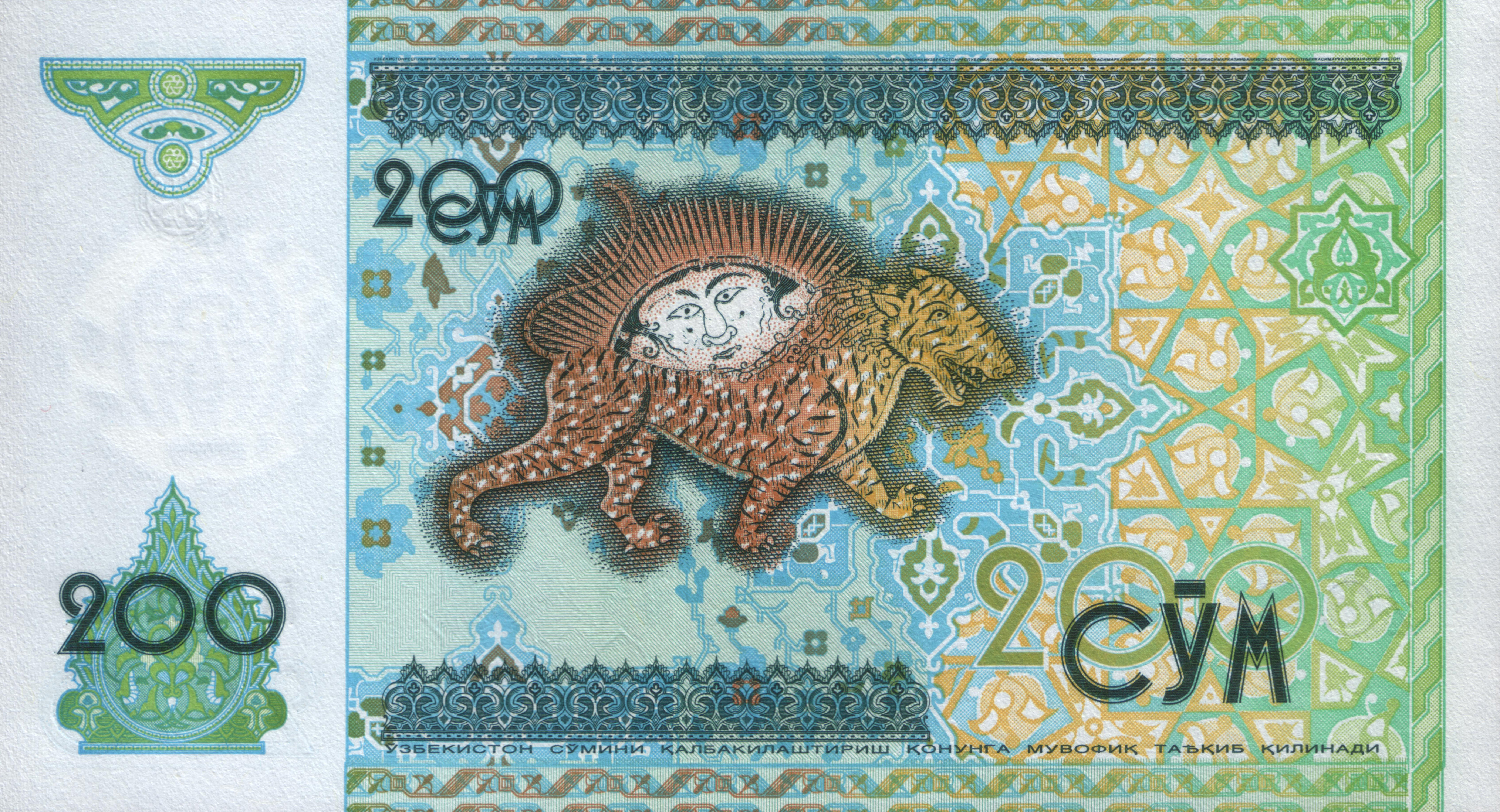
Frammento dell'emblema araldico preso dalla facciata del madrasa Sher-Dor su un biglietto di 200 soumi.